# 我的兄弟姐妹
《我的兄弟姐妹》（英語：Roots and Branches）是2001年中国内地上映的家庭伦理题材电影，由天山电影制片厂出品，俞钟执导，文雋制片，程彤、俞钟编剧，姜武、梁詠琪、夏雨、陈实领衔主演。

## 剧情
20年前，中国东北某乡镇小学音乐教师齐诗吟有一个清贫但幸福的家庭。即便齐诗吟的职位被领导的亲戚顶替，被迫去偏远的村小学工作，一家六口依然乐观、幸福，父亲为孩子们创作了好听的歌曲，孩子们十分喜欢。好景不长，齐诗吟的妻子艾莲生了重病，夫妇二人乘马车去城里看病的路上遭遇交通事故，二人与车夫都死于非命。四个孩子成了孤儿，被他们的表叔收养，但表叔家里同样有四个孩子，家境也并不富裕，表婶坚决反对收留他们。无奈之下，大哥齐忆苦带着弟弟妹妹们离家出走，将他们分别托付给可靠的无子女的夫妻，从此天各一方，日后相认的凭据是六口之家唯一的合影。
20年后，姐姐齐思甜已经是一位小有名气的指挥家，随养父母回国，准备举办个人音乐会，但她更期盼与兄弟姐妹们团聚。齐忆苦看到妹妹的消息，想要去相认，却成了交通肇事嫌疑犯，只能东躲西藏。齐思甜找到了在哈工大读书的弟弟齐天，知道了大家的近况。妹妹齐妙见到姐姐并不高兴，反而冷语相向，姐妹二人不欢而散。齐忆苦在小饭馆喝闷酒，被一群年轻人挑衅围殴，被齐妙解围，兄妹相认。齐忆苦逃出妹妹家，躲藏中被警察抓到，再三央求下前去音乐厅。在齐思甜的指挥下，父亲创作的音乐在音乐厅响起。失散二十年的兄弟姐妹终于团聚。

## 演员
| 演员                           | 角色   | 备注                               |
| ------------------------------ | ------ | ---------------------------------- |
| 姜武 少年：林晓凡 童年：杨兴伟 | 齐忆苦 | 哥哥，出租车司机                   |
| 梁詠琪 少年：胡增雪            | 齐思甜 | 姐姐，海归指挥家                   |
| 夏雨 童年：高天鸿              | 齐天   | 弟弟，哈尔滨工业大学学生           |
| 陈实 童年：那格格              | 齐妙   | 妹妹，高中毕业后无所事事，打扮时尚 |
| 崔健                           | 齐诗吟 | 父亲，小学音乐教师，擅长手风琴     |
| 张建新                         | 艾莲   | 母亲                               |
| 李尚文                         | 戴维   | 齐思甜的男友                       |

## 制作
1999年底，文雋开始构思这部电影，采用了从喜到悲的煽情路线。该片采用了美国电影中哥哥在大雪天将弟弟妹妹送到其他人家的情节。妹妹齐妙小时候肺炎住院吃水果罐头是当时东北人的习惯，因为当时东北的冬天没有新鲜水果，而作为水果替代品的水果罐头价值不菲，只有生病时才能吃到。
梁詠琪本人并不会指挥，导演为她请来了专业指挥家进行指导。扮演儿时齐思甜的小演员胡增雪是导演历经千辛万苦找到的，不但长得像梁詠琪，善解人意的性格也得到了梁的肯定。齐忆苦在饭馆打架的场景是真打，导演喊停时姜武许久回不过神来。
2001年6月9日，该片在广州市首映。2003年11月8日，该片在日本上映。

## 反响
该片在上海首轮上映便收获超过100万元人民币票房。
荣获2001年首届金味青岛市学生电影节最受欢迎影片。
梁咏琪凭借该片获得第2届华语电影传媒大奖最受欢迎女演员奖。

## 电影音乐
| 类型   | 歌名       | 作词   | 作曲   | 演唱               |
| ------ | ---------- | ------ | ------ | ------------------ |
| 片尾曲 | 《关于爱》 | 姚若龍 | 戚小恋 | 梁咏琪             |
| 插曲   | 《梦》     | 崔健   | 崔健   | 中国广播少年合唱团 |